# Dammsjön (Silvbergs socken, Dalarna, 668462-148516)
Dammsjön är en sjö i Säters kommun i Dalarna och ingår i Norrströms huvudavrinningsområde.